# 戸名厚
戸名 厚（とな あつし、1952年11月3日 - ）は、日本の実業家。日本食品化工代表取締役社長や、カンロ代表取締役社長、日本スターチ・糖化工業会会長、全日本菓子工業協同組合連合会副理事長を歴任した。

## 人物・来歴
神奈川県出身。1971年神奈川県立湘南高等学校卒業。1976年東京工業大学工学部卒業、三菱商事入社。食糧・食品部門を歩み、九州支社生活産業部長や、中部支社副支社長兼生活産業部長を経て、2008年から日本食品化工代表取締役社長を務め、日本スターチ・糖化工業会会長も兼務した。
2014年からカンロ代表取締役社長を務め、同年12月期に約6億円の赤字を計上するなど経営不振に陥っていた同社の立て直しにあたった。海外展開の中止などの選択と集中で、主力商品「カンロ飴」を看板に国内シェア拡大に注力し、2015年12月期に黒字転換を実現した。全日本菓子工業協同組合連合会副理事長も務めた。